# Hilâl Yalçin
Hilâl Yalçin (Hasselt, 31 augustus 1981) is een Belgisch politica voor CD&V.

## Levensloop
Yalçin, van Turkse origine, behaalde in 2003 het diploma van licentiate in de Politieke Wetenschappen aan de Vrije Universiteit Brussel. Na haar studies werkte ze anderhalf jaar lang als parlementair medewerker voor de CD&V-fractie in het Federaal Parlement. Nadien ging ze tot eind 2006 aan de slag als onderzoekster "Turkse huwelijksmigratie in Vlaanderen" binnen het steunpunt Gelijke Kansenbeleid aan de Universiteit Antwerpen. Begin 2007 werd ze stafmedewerkster "Allochtone Studenten" op de Dienst Studentenvoorzieningen van de Katholieke Universiteit Leuven, tot ze in juni 2007 parlementslid werd.
Van juni 2007 tot juni 2010 zetelde ze in de Kamer van volksvertegenwoordigers. Ze was effectief lid van de Commissie Sociale Zaken en de Commissie Naturalisaties. Daarnaast was ze ondervoorzitter van de commissie Globalisering. Bij de federale verkiezingen van juni 2010 was ze geen kandidaat meer voor een hernieuwing van haar mandaat. Na haar parlementaire loopbaan werd ze onderzoeks- en mobiliteitsmedewerker bij Enter, het Vlaams Expertisecentrum Toegankelijkheid.
De lokale verkiezingen van 2012 waren haar eerste lokale politieke stappen. In januari 2013 werd ze gemeenteraadslid van Beringen. Van 2016 tot 2018 was ze er OCMW-voorzitter. Na de lokale verkiezingen van 2018 werd ze schepen, bevoegd voor Zorg, Welzijn, Samenleven, Personeel en Burgerzaken, en werd ze voorzitter van het Bijzonder Comité voor de Sociale Dienst. Ze bleef beide functies uitoefenen tot in september 2021, toen ze opnieuw parlementslid werd.
Bij de Vlaamse verkiezingen van 26 mei 2019 stond ze als tweede opvolger op de CD&V-lijst voor de kieskring Limburg. In september 2021 volgde ze in het Vlaams Parlement Lode Ceyssens op, die aan de slag ging bij de Boerenbond. Als Vlaams Parlementslid ging ze zetelen in de commissie Onderwijs en werd ze plaatsvervangend lid in de commissie Binnenlands Bestuur, Gelijke Kansen en Inburgering.
Ze stelde zich niet meer kandidaat bij de Vlaamse verkiezingen van 9 juni 2024, noch bij de lokale verkiezingen op 13 oktober 2024. Ze besloot de politiek te verlaten uit onvrede over de plaats op de lokale lijst die haar werd aangeboden en de interne communicatie daarover. In december 2024 liep haar mandaat als gemeenteraadslid af.
Hilâl is gehuwd en heeft twee kinderen.